# Tour de France 1968
Tour de France 1968 var den 55. udgave af Tour de France og fandt sted fra 27. Juni til 21. Juli 1968. Løbet bestod af 22 etaper på i alt 4.684,8 kilometer, kørt med en gennemsnitsfart på 34.894 km/t
Podieplaceringer
De tre øverst placerede i løbet var i rækkefølge:
1. Jan Janssen (HOL)
2. Herman Van Springel (BEL)
3. Ferdinand Bracke (BEL)